# Município Provisório de Veneza
```
   |-
       |
Erro:
:  
valor não especificado para "
nome_comum
"

   |-
       | 
Erro:
:  
valor não especificado para "
continente
"
```

Por decreto de 18 de Maio de 1797, o Município Provisório adotou a "cocar tricolor verde, branca e vermelha"

O Município Provisório de Veneza (em italiano: Municipalità Provvisoria di Venezia) foi um regime republicano provisório estabelecido pela Primeira República Francesa após a Queda da República de Veneza e a ocupação de Veneza pelas tropas Francesas em 16 de Maio de 1797. O seu território abrangia as partes do Vêneto que pertenciam à Terraferma Veneziana. O Município Provisório durou toda a ocupação Francesa, até a chegada das tropas austríacas em 18 de Janeiro de 1798, de acordo com o Tratado de Campoformio, e a anexação do Vêneto como Província de Veneza do Império Habsburgo.